# Mas d'en Boada (la Pobla de Montornès)
El Mas d'en Boada és una masia amb elements gòtics de la Pobla de Montornès (Tarragonès) protegida com a Bé Cultural d'Interès Local.

## Descripció
El Mas Boada és la Masia més important del terme. Té un pati cercat i damunt la porta principal es pot veure una finestra gòtica de magnífica factura amb arc conopial del segle xvi.
A la porta de darrere hi ha una finestra amb arc de mig punt de pedra. El mas consta de planta baixa i dos pisos.
El mas Boada està documentat a l'any 1531, i en conserva elements arquitectònics remarcables.
"Aquesta masia és possiblement la més notable del terme municipal, puix que conserva bons element arquitectònics i dates històriques. La data més reculada que hem trobat pertany al Llibre de la Cort, del 1531, i és, creiem, la més característica, puix que conserva bons elements ornamentals, especialment del gòtic; diverses obres fetes al curs dels anys, ens donen les dates del 1718, al camí, i de 1776; en una ampla pica tallada, hi consta l'any 1744."

## Història
"La proximitat al cim de Montornès ens fa sospitar que fou construïda amb molta més anterioritat i no seria estrany que alguna part de la masia podia haver estat residència temporal d'alguns administradors de les terres. Ho referma l'estil de l'edifici cercat de murs, espitlleres de guaita, i, entre d'altres senyals, l'existència d'un forn de pa de notables proporcions. -Entre diversos detalls podem fer esment de l'existència d'una "Via Crucis", en creus tallades en blocs de pedra de marge, tot formant en parets que segueixen per un camí interior de la finca, i de les quals se'n conserven quatre. Tot aquest conjunt de dades confirma la importància la importància de la masia i que realment fos emprada per residència dels monjos de Santes Creus, donat que el Monestir era propietari de tot el feu."
"EL 21 juny 1698, Bernat Martí, ciutadà honrat de Barcelona resident a Altafulla, el comprà a Francesc Nin de Bellpuig sense successió dels fills de Bernat Martí sense successió dels fills de Bernat Martí ocasionà un llarg plet judicial entre dues branques de la família Martí, les quals, ja entrat el segle xix, acordaren de rapartir-se el patrimoni de Bernat Martí i el Mas Boada correspongué a l'altafullenc Antoni de Martí i Franquès. El plet successori vas fer que durant una bona colla d'anys els 175 jornals del mas no fossin conreats. La situació canvià els anys quaranta del segle xix, en ésser repartides les terres del mas en emfiteusi entre una sèrie de pagesos".
La proximitat d'aquesta masia a Montornès permet de suposar que fou residència temporera dels frares de Santes Creus. El 21 de juny de 1698, Bernat Martí, ciutadà de Barcelona resident a Altafulla el comprà a Francesc Nin de Bellpuig.
La mort de Bernat Martí sense fills originà un llarg plet judicial entre les dues branques de la família Martí les quals, ja entrat el segle xx, decidiren repartir-se el patrimoni de Bernat Martí, i Mas Boada correspongués a l'altalfullenc Antoni Martí i Franquès.